# István Englert
István Englert (* 27. Juli 1958 in Kecskemét) ist ein ungarischer Badmintonspieler. 

## Karriere
István Englert gewann nach mehreren Juniorentitel 1975 seinen ersten nationalen Titel bei den Erwachsenen in Ungarn. Sechs weitere Titel folgten bis 1986. 1982 wurde er Dritter beim Internationalen Werner-Seelenbinder-Gedenkturnier in der DDR.

## Sportliche Erfolge
| Saison | Veranstaltung                                     | Disziplin    | Platz | Name                             |
| ------ | ------------------------------------------------- | ------------ | ----- | -------------------------------- |
| 1974   | Ungarn: Einzelmeisterschaften der Junioren        | Herrendoppel | 1     | István Englert / János Németh    |
| 1974   | Ungarn: Einzelmeisterschaften der Junioren        | Mixed        | 1     | István Englert / Erzsébet Németh |
| 1974   | Ungarn: Einzelmeisterschaften der Junioren        | Herreneinzel | 1     | István Englert                   |
| 1975   | Ungarn: Einzelmeisterschaften der Junioren        | Mixed        | 1     | István Englert / Erzsébet Németh |
| 1975   | Ungarn: Einzelmeisterschaften der Junioren        | Herreneinzel | 1     | István Englert                   |
| 1975   | Ungarn: Einzelmeisterschaften der Junioren        | Herrendoppel | 1     | István Englert / László Szabó    |
| 1975   | Ungarn: Einzelmeisterschaften                     | Herreneinzel | 1     | István Englert                   |
| 1976   | Ungarn: Einzelmeisterschaften der Junioren        | Herreneinzel | 1     | István Englert                   |
| 1976   | Ungarn: Einzelmeisterschaften der Junioren        | Mixed        | 1     | István Englert / Zsuzsa Gláser   |
| 1976   | Ungarn: Einzelmeisterschaften                     | Herrendoppel | 1     | István Englert / József Papp     |
| 1977   | Ungarn: Einzelmeisterschaften                     | Herrendoppel | 1     | István Englert / József Papp     |
| 1978   | Ungarn: Einzelmeisterschaften                     | Herrendoppel | 1     | István Englert / József Papp     |
| 1980   | Ungarn: Einzelmeisterschaften                     | Herrendoppel | 1     | István Englert / József Papp     |
| 1980   | Ungarn: Einzelmeisterschaften                     | Herreneinzel | 1     | István Englert                   |
| 1982   | Internationales Werner-Seelenbinder-Gedenkturnier | Herrendoppel | 3     | György Vörös / István Englert    |
| 1986   | Ungarn: Einzelmeisterschaften                     | Herrendoppel | 1     | Csaba Kiss / István Englert      |

## Referenzen
- Statistiken des Ungarischen Badmintonverbands

| Personendaten    | Personendaten                |
| ---------------- | ---------------------------- |
| NAME             | Englert, István              |
| KURZBESCHREIBUNG | ungarischer Badmintonspieler |
| GEBURTSDATUM     | 27. Juli 1958                |
| GEBURTSORT       | Kecskemét                    |